# Unizeto
Unizeto Technologies S.A. – jedno z najstarszych polskich przedsiębiorstw informatycznych, z siedzibą w Szczecinie i oddziałami w Katowicach, Koszalinie, Lublinie i Warszawie, istniejące od 1965 roku. W obecnej formie prawnej działa od 2 maja 2005 r., tj. od przekształcenia działającej od 30 kwietnia 1993 r. Unizeto Sp. z o.o. w spółkę akcyjną. Unizeto Sp. z o.o. powstała w wyniku prywatyzacji założonego 1 października 1965 r. Zakładu Elektronicznej Techniki Obliczeniowej (ZETO Szczecin) – funkcjonującego początkowo jako zakład budżetowy, a od 1 stycznia 1971 r. jako przedsiębiorstwo państwowe.
Po akwizycji dokonanej przez Asseco Systems SA, od 24 lutego 2015 r. Unizeto Technologies jest członkiem Grupy Kapitałowej Asseco.
1 kwietnia 2016 r. nastąpiło połączenie spółek Unizeto Technologies S.A. i Asseco Data Systems S.A. – ta druga jest spółką przejmującą, która jest następcą prawnym Unizeto Technologies S.A.
Firma jest jednym ze znanych w Polsce integratorów i producentów systemów informatycznych oraz dostawcą usług IT w formie outsourcingu.
Oferuje swoje rozwiązania głównie dla instytucji publicznych oraz dla dużych i średnich przedsiębiorstw.
Koncentruje się na działalności w następujących sektorach: oprogramowanie i usługi związane z podpisem elektronicznym i dokumentem elektronicznym, dedykowane systemy na zamówienie, systemy rejestrów, zarządzanie tożsamością, usługi centrum danych oraz szkolenia i konsulting.
Specjalizuje się w zakresie rozwiązań i usług związanych z zaufaniem i bezpieczeństwem w sieci, wykorzystujących podpis elektroniczny i PKI. Pod marką CERTUM – Powszechne Centrum Certyfikacji prowadzone publiczne centrum certyfikacji świadczące usługi certyfikacyjne związane z podpisem elektronicznym.
Od lutego 2015 r. firma dostarcza pod marką UniCloud usługi chmury obliczeniowej w modelu platforma jako usługa (ang. Platform-as-a-Service, w skr. PaaS). W momencie jej uruchomienia była to pierwsza tego typu usługa dostarczana przez centrum danych znajdujące się na terenie Polski.